# Coesyra
Coesyra é um gênero de traça pertencente à família Agonoxenidae.